# Vicente Arze
Vicente Arze Camacho (Santa Cruz de la Sierra, 1985. november 22. –)  bolíviai válogatott labdarúgó.

## Mérkőzései a bolíviai válogatottban
| #  | Dátum               | Ellenfél      | Eredmény | Kiírás              | Esemény |
| -- | ------------------- | ------------- | -------- | ------------------- | ------- |
| 1. | 2013. június 12.    | Chile         | 1 – 3    | Vb-selejtező        | 68' 70' |
| 2. | 2013. szeptember 7. | Paraguay      | 0 – 4    | Vb-selejtező        | 46'     |
| 3. | 2014. május 30.     | Spanyolország | 0 – 2    | barátságos mérkőzés | 72'     |

## Sikerei, díjai
Diósgyőri VTK:
- NB II: 2010-11
- NB I: 2020-

Esteghlal FC:
- Iráni labdarúgó-bajnokság (első osztály): 2012-13
- AFC-bajnokok ligája elődöntős: 2013